# Bousseviller
Bousseviller är en kommun i departementet Moselle i regionen Grand Est (tidigare regionen Lorraine) i nordöstra Frankrike. Kommunen ligger i kantonen Volmunster som tillhör arrondissementet Sarreguemines. År 2022 hade Bousseviller 115 invånare.

## Befolkningsutveckling
Antalet invånare i kommunen Bousseviller
| Referens: INSEE |